# اینفچوئیشن
اینفچوئیشن (انگلیسی: The Infatuation) یک وب‌سایت و سرویس پیام‌رسان توصیهٔ رستوران است که مقر اصلی آن در شهر نیویورک است و توسط مدیران سابق صنعت موسیقی «کریس استنگ» و «اَندرو استاینتال» در سال ۲۰۰۹ بنیان نهاده شد. این دو بیشتر به دلیل انتشار نقد و راهنمای رستوران‌ها و به‌عنوان خالقان هشتگ #EEEEEATS شناخته شده‌اند.
این دو همچنین یک نرم‌افزار کاربردی برای اندروید و آی‌اواس توسعه داده‌اند و یک سرویس توصیه رستوران مبتنی بر پیامک به نام «تکست رکس» را اداره می‌کنند. در سال ۲۰۱۷ آنها برند جشنواره غذا و موسیقی خود را با نام «EEEEEATSCON» راه‌اندازی کردند.
در ۶ مارس ۲۰۱۸، اینفچوئیشن شرکت رتبه‌بندی زِگَت را به مبلغ نامشخصی از گوگل خریداری کرد.
اینفچوئیشن در نهایت در ۹ سپتامبر ۲۰۲۱، به مالکیت جی‌پی مورگان چیس درآمد.